# Fribrev
Et fribrev eller frihedsbrev er skrivelse hvorved en magthaver eller anden autoritet giver andre frihed eller visse politiske rettigheder.
For eksempel det fribrev der omtales i Danske Lovs 3—14—8, hvor husbond kan udstede en erklæring til den vornede, hvorved han frafaldt sin ret over denne, som derved fritoges for fremtidig "at deles til stavns", som det hed, og frit kunne tage ophold andetsteds og ernære sig, som han bedst kunne. For at have gyldighed skulle brevet inden en vis tid læses til tinge (senest 3. ting efter dateringen) og derom behørige vidnesbyrd erhverves.